# Khalifa (mansa)
 (décembre 2021).
La mise en forme du texte ne suit pas les recommandations de Wikipédia : il faut le « wikifier ».
Les points d'amélioration suivants sont les cas les plus fréquents. Le détail des points à revoir est peut-être précisé sur la page de discussion.
- Les titres sont pré-formatés par le logiciel. Ils ne sont ni en capitales, ni en gras.
- Le texte ne doit pas être écrit en capitales (les noms de famille non plus), ni en gras, ni en italique, ni en « petit »…
- Le gras n'est utilisé que pour surligner le titre de l'article dans l'introduction, une seule fois.
- L'italique est rarement utilisé : mots en langue étrangère, titres d'œuvres, noms de bateaux, etc.
- Les citations ne sont pas en italique mais en corps de texte normal. Elles sont entourées par des guillemets français : « et ».
- Les listes à puces sont à éviter, des paragraphes rédigés étant largement préférés. Les tableaux sont à réserver à la présentation de données structurées (résultats, etc.).
- Les appels de note de bas de page (petits chiffres en exposant, introduits par l'outil «  Source ») sont à placer entre la fin de phrase et le point final[comme ça].
- Les liens internes (vers d'autres articles de Wikipédia) sont à choisir avec parcimonie. Créez des liens vers des articles approfondissant le sujet. Les termes génériques sans rapport avec le sujet sont à éviter, ainsi que les répétitions de liens vers un même terme.
- Les liens externes sont à placer uniquement dans une section « Liens externes », à la fin de l'article. Ces liens sont à choisir avec parcimonie suivant les règles définies. Si un lien sert de source à l'article, son insertion dans le texte est à faire par les notes de bas de page.
- La présentation des références doit suivre les conventions bibliographiques. Il est recommandé d'utiliser les modèles {{Ouvrage}}, {{Chapitre}}, {{Article}}, {{Lien web}} et/ou {{Bibliographie}}. Le mode d'édition visuel peut mettre en forme automatiquement les références.
- Insérer une infobox (cadre d'informations à droite) n'est pas obligatoire pour parachever la mise en page.

Pour une aide détaillée, merci de consulter Aide:Wikification.
Si vous pensez que ces points ont été résolus, vous pouvez retirer ce bandeau et améliorer la mise en forme d'un autre article.
Pour les articles homonymes, voir Khalifa.
Khalifa était un mansa du XIIIe siècle de l'empire du Mali mentionné par le savant arabe médiéval Ibn Khaldoun. Tout ce que l'on sait de la vie de Khalifa vient d'une brève mention dans le Kitāb al-ʻIbar d'Ibn Khaldun :
« Soundiata a régné pendant 25 ans, selon ce qu'ils racontent, et quand il est mort, son fils Mansā Walī a régné après lui... Son frère Wātī a régné après lui, puis un troisième frère, Khalīfa. Khalīfa était fou et dévoué au tir à l'arc et avait l'habitude de tirer des flèches sur son peuple et de le tuer sans raison, alors ils se sont levés contre lui et l'ont tué. Il fut remplacé par un sibṭ [fils d'une fille] de Mārī Jāṭa, appelé Abū Bakr, qui était le fils de sa fille. »
La tradition orale ne mentionne pas Khalifa, que l'historien Djibril Tamsir Niane attribuait aux historiens oraux ne se souvenant souvent que des souverains qui ont laissé des descendants. Alors que la généalogie d'Ibn Khaldun implique que Soundiata avait au moins trois fils, la tradition oral varie selon le nombre de fils que Soundiata avait, mais de nombreuses traditions prétendent qu'il n'en avait qu'un, Yerelinkon, qui correspond au Mansa Wali mentionné par Ibn Khaldun. Cependant, certaines traditions prétendent qu'en plus de ses fils biologiques, Soundiata a adopté les fils de ses généraux, bien qu'il ne soit pas précisé qui étaient ces fils adoptifs. En tout cas, il n'est pas clair si Khalifa était en fait un fils de Soundiata. Les historiens Ralph Austen et Jan Jansen ont soutenu que le récit d'Ibn Khaldun sur l'histoire du Mali ne devrait pas être pris entièrement au pied de la lettre, car il reflète la vision du monde d'Ibn Khaldun selon laquelle les dynasties suivaient généralement un cycle de déclin de quatre générations. Khalifa, en tant que quatrième souverain du Mali, correspond à la quatrième génération dans la théorie d'Ibn Khaldoun, où la dynastie sombre dans la tyrannie et est renversée, ce qui recommence le cycle. L'historien Michael Gomez a observé que khalīfa se traduit par « successeur », et en tant que tel a proposé que ce n'était pas son nom réel. Gomez a soutenu que le bref règne de Khalifa faisait partie d'une lutte de pouvoir en cours entre le grand conseil et les guildes de chasseurs. Dans cette interprétation, le penchant de Khalifa pour le tir à l'arc ferait référence à ses liens avec les guildes de chasseurs, et son renversement indique que le grand conseil a pu reprendre le pouvoir et mettre son candidat préféré sur le trône, le petit-fils de Soundiata, Abu Bakr.